# Zagros

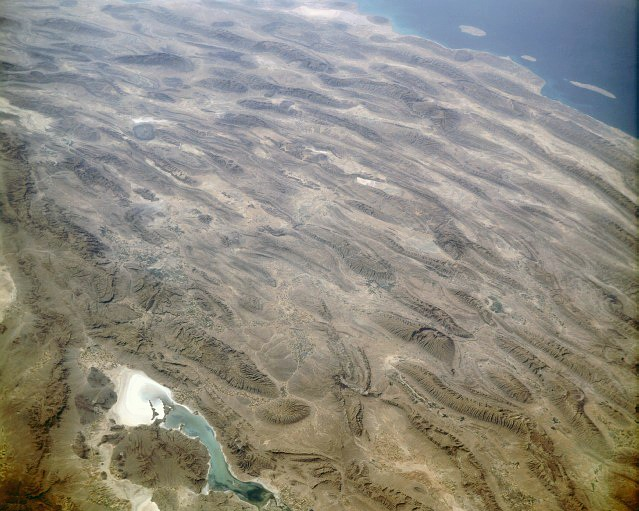
Góry Zagros – widok z kosmosu, wrzesień 1992

Zagros – góry w Iranie, od pd.-zach. obrzeżają Wyżynę Irańską. Długość ok. 1600 km, szerokość 200–300 km. Najwyższy szczyt Zard Kuh, 4548 m n.p.m. Obejmują kilkanaście grzbietów górskich (biegnących równolegle z pn.-zach. na pd.-wsch.) rozdzielonych podłużnymi obniżeniami pochodzenia tektonicznego i krasowego. Grzbiety z płaskimi wierzchołkami i stromo opadającymi stokami. 
Sfałdowane w orogenezie alpejskiej. Zbudowane z łupków i wapieni mezozoicznych oraz wapieni i fliszu trzeciorzędowego. Częste trzęsienia ziemi. Rozwinięte zjawiska krasowe. W kotlinach słone bagna i jeziora. Przedgórza bezleśne. Powyżej 2500 m n.p.m. występują lasy liściaste (dęby, wiązy i jesiony), a także zarośla krzewiaste typu makii. Powyżej rosną karłowate drzewa i łąki wysokogórskie. Na wysokości ponad 4000 m n.p.m. występują wieczne śniegi i niewielkie płaty lodowe. U podnóża bogate złoża ropy naftowej.